# Serre 1900
La serre métallique d'Asson, dite serre 1900, est un construction métallique située à Asson, dans le département des Pyrénées-Atlantiques (France). Elle a été présentée et primée à l'Exposition universelle de 1900 et est inscrite aux monuments historiques depuis 2001.

## Situation et accès
L’édifice est situé entre dans le zoo d'Asson, hameau de Brouquet, à l'ouest du territoire communal d'Asson. Plus largement, il se trouve dans le département des Pyrénées-Atlantiques, en région Nouvelle-Aquitaine.

## Histoire
Construite à l'occasion de l'Exposition universelle de 1900 à Paris, la serre est primée dans la catégorie ferronnerie. Elle devient dans un premier temps la propriété de l'Américain Norman Prince, qui l'acquiert pour l'installer dans la villa Sainte-Hélène à Pau, aujourd'hui villa préfectorale. Par la suite, le comte de Béarn en fait l'acquisition et l'affecte à son domaine d'Eslayou, situé à Lescar.
En 1959, les frères Saint-Pie découvrent la serre sur ce domaine, abandonnée et dénaturée, transformée en poulailler. Ils procèdent alors à son achat, entreprennent son démontage, assurent son transport jusqu'à Asson et initient sa réimplantation sur son site actuel. L'opération de remontage s'effectue sans recours à la soudure : 10 000 vis à métaux ainsi qu’une tonne de mastic sont nécessaires à la reconstitution de l’édifice. Après trois années de chantier, la serre est remise en état. Le bâtiment subit les effets du temps, rendant indispensable une nouvelle campagne de restauration, effectuée en 2006,. Parallèlement, la serre accueille, pendant quarante ans, une importante collection botanique, comptant plus de 5 000 spécimens de cactées et plantes succulentes. La serre est intégrée au parcours de visite du zoo d'Asson, où elle est accessible aux visiteurs.
Elle est finalement célaissée[Quoi ?] : le lierre colonise l’encadrement de la porte, tandis que la mousse prolifère sur les vitrages devenus opaques. Alors que le propriétaire se met en contact avec un château landais qui est intéressée par son acquisition, l'éventuelle vente fait réagir les locaux dont l'un d'eux lance une pétition en ligne. Le caractère singulier de cet édifice en fait un bien à forte valeur financière. Son coût d’acquisition est estimé à l’équivalent d’un appartement de petite superficie en province, selon Michel Saint-Pie, son prorpriétaire. Ce montant ne représente toutefois qu’une part résiduelle de l’investissement global, évaluée entre 5 et 10 % du coût total. Celui-ci inclut l’ensemble des opérations nécessaires à sa conservation : démontage, transport, réimplantation et restauration. L’évaluation financière consolidée de l’opération s’élève à environ 400 000 euros, selon un devis établi une dizaine d’années auparavant à la demande d’une acquéreuse potentielle. La direction du zoo indique, par ailleurs, n’avoir formulé aucune intention d’acquisition de la serre, privilégiant l’affectation des ressources disponibles à l’amélioration du bien-être animal et de l’accueil du public.

## Structure
Cet édifice, remarquable par son élégance et l'équilibre de ses proportions, mesure 30 mètres de long, 6 mètres de large et atteint 8 mètres de hauteur au niveau de sa partie centrale.

## Statut patrimonial et juridique
La serre en totalité fait l’objet d’une inscription au titre des monuments historiques par arrêté du 6 juillet 2001, en tant que propriété d’une société privée.